# Воронежское сельское поселение (Воронежская область)
Воронежское сельское поселение — упразднённые административно-территориальная единица и муниципальное образование в составе Новоусманского района Воронежской области.
Административный центр — посёлок совхоза «Воронежский».
Законами Воронежской области от 14 декабря 2021 года № 148-ОЗ и № 149-ОЗ с 1 января 2022 года было объединено с Никольским сельским поселением.

## Административное деление
В состав поселения входит один населенный пункт:
- посёлок совхоза «Воронежский»

## Население
| 2008  | 2010  | 2012  | 2013  | 2014  | 2015  | 2016  |
| ----- | ----- | ----- | ----- | ----- | ----- | ----- |
| 1790  | ↗1874 | ↗1898 | ↘1883 | ↘1870 | ↗1889 | ↗1910 |
| 2017  | 2018  |       |       |       |       |       |
| ↘1906 | ↘1870 |       |       |       |       |       |